# Metriacanthosaurus
Metriacanthosaurus („ještěr s menšími trny“) byl středně velkým masožravým dinosaurem (teropodem), který žil na území dnešní Anglie v období přelomu střední a svrchní jury, před asi 160 miliony let. Zkameněliny objevené již v 19. století popsal roku 1923 německý paleontolog Friedrich von Huene jako Megalosaurus parkeri, později pak jako Altispinax parkeri. V roce 1964 stanovil nové rodové jméno Metriacanthosaurus paleontolog Alick Walker.

## Rozměry a systematika
Tento teropod patřil k velkým predátorům (délka jeho stehenní kosti činí 80 cm), dosahoval délky kolem 8 metrů a vážil asi 1 tunu. Jeho blízkými příbuznými byly asijské rody Sinraptor a Siamotyrannus. Blízce příbuzný mu byl také druh Alpkarakush kyrgyzicus, formálně popsaný roku 2024.

## V populární kultuře
Metriacanthosaurus se objevuje také ve slavném filmu Jurský park (1993), kde se toto jméno objeví na zkumavce s dinosauří DNA během scény s kradením embryí počítačovým expertem Dennisem Nedrym.